# Kairi Saks
Kairi Saks (* um 1979) ist eine estnische Badmintonspielerin. 

## Karriere
Kairi Saks siegte 1993 erstmals bei den nationalen Juniorenmeisterschaften. Zwei weitere Titel folgten bis 1997. Im letztgenannten Jahr war sie auch bei den baltischen Meisterschaften erfolgreich. Bei den Erwachsenen siegte sie zum ersten Mal 1998. 

## Sportliche Erfolge
| Saison | Veranstaltung                               | Disziplin   | Platz | Name                       |
| ------ | ------------------------------------------- | ----------- | ----- | -------------------------- |
| 1993   | Estland: Einzelmeisterschaften der Junioren | Damendoppel | 1     | Kristi Koppel / Kairi Saks |
| 1995   | Estland: Einzelmeisterschaften der Junioren | Damendoppel | 1     | Kati Kraaving / Kairi Saks |
| 1997   | Estland: Einzelmeisterschaften der Junioren | Dameneinzel | 1     | Kairi Saks                 |
| 1997   | Baltic Championships                        | Damendoppel | 1     | Kairi Saks / Kati Kraaving |
| 1998   | Estland: Einzelmeisterschaften              | Mixed       | 1     | Meelis Maiste / Kairi Saks |
| 1998   | Estland: Einzelmeisterschaften              | Dameneinzel | 1     | Kairi Saks                 |
| 1998   | Baltic Championships                        | Damendoppel | 1     | Kairi Saks / Eve Jugandi   |
| 1999   | Estland: Einzelmeisterschaften              | Mixed       | 1     | Meelis Maiste / Kairi Saks |
| 1999   | Estland: Einzelmeisterschaften              | Damendoppel | 1     | Kairi Saks / Eve Jugandi   |
| 2000   | Estland: Einzelmeisterschaften              | Mixed       | 1     | Meelis Maiste / Kairi Saks |